# Сартс, Янис
Янис Сартс (родился 28 июля 1972 г. в Риге, Латвийской ССР)  является нынешним директором Центра передового опыта стратегических коммуникаций НАТО (The NATO Strategic Communications Centre of Excellence, NATO StratCom COE).

## Биография
Закончил Рижскую 50-ю среднюю школу и Латвийский университет, затем Военный колледж НАТО. Также стажировался в Шведском научно-исследовательском институте обороны.
С 1994 года работает в Министерстве обороны, где занимал различные должности. С 1999-го по 2001-й год исполнял обязанности госсекретаря министерства, пока тогдашний секретарь Эдгар Ринкевич проходил стажировку. Был советником по вопросам обороны в представительстве Латвии в НАТО и Европейском Союзе.
4 ноября 2008 г. был назначен госсекретарем Министерства обороны. С этого поста ушел в июле 2015 года. В том же месяце был назначен директором расположенного в Латвии Центра передового опыта НАТО в области стратегических коммуникаций.
В 2023 году кандидатура Я.Сартса начала обсуждаться при выборах президента Латвии. Политолог Дан Титавс преподносил его как одного из ведущих интеллектуалов НАТО и знатока внутренней и внешней политики. Он также указал, что Сартс дважды являлся участником заседаний Бильдербергского клуба, объединяющего в закрытом и секретном режиме самых влиятельных политиков, финансистов и интеллектуалов мира, что для человека из Латвии «очень много» и говорит об очень хороших контактах с творцами мировой политики.